# Cryphaea (Geometridae)
Cryphaea là một chi bướm đêm thuộc họ Geometridae.

## Các loài
- Cryphaea xylina (Turner, 1917)